# Удружење за арбитражно право
Удружење за арбитражно право је непрофитно удружење грађана основано 2013. године са циљем окупљања правника професионално и академски повезаних са домаћом и међународном арбитражом, промоције и едукације у домену арбитраже и управљања новом арбитражном институцијом - Београдским арбитражним центром. Удружење тренутно броји више од 60 чланова, међу којима су адвокати, професори универзитета, судије и правници у привреди који се у пракси и на академском пољу баве домаћом и међународном арбитражом.
Удружење је отворено за чланство свим дипломираним правницима и арбитражним практичарима, без обзира на држављанство и године старости. Даљи услови за учлањење предвиђени су у Статуту Удружења.
Делатност Удружења обухвата организовање обука и тренинга, трибина, курсева, семинара и радионица, образовање и издаваштво. Удружење обавља промотивне активности пружа консултативне услуге усмерене ка унапређењу арбитраже у Србији. У том циљу удружење је основало и Фондацију за развој алтернативног решавања спорова.
При Удружењу постоји посебна организациона јединица - стална арбитражна институција - Београдски арбитражни центар (БАЦ), која пружа услуге решавања домаћих и међународних спорова.
Удружењем управља Управни одбор који чине проф. др Драгор Хибер, проф. др Маја Станивуковић, доц. др Милена Ђорђевић, др Мирослав Пауновић, адвокат, председник Управног одбора, адв. Никола Јанковић и асс. Урош Живковић, секретар Управног одбора.